# کوبوندن
کوبوندن، (به ژاپنی: 口分田) به زمین‌های کشاورزی اطلاق می‌شود که به‌طور یکسان تحت سیستم ریتسوریو در اختیار مردم قرار می‌گرفت (سیستم زمین-برابر، لایحه هاندن شوجو). هدف سیستم این بود که مزارع برنج را به صورت یکسان در اختیار مردم قرار دهد، اما آنها را ملزم به پرداخت مالیات و خدمت در ارتش کند.
در ژاپن در دوره آسوکا با ایجاد سیستم ریتسوریو (سیستم هاندن) معرفی شد. تصور می‌شود که این سیستم بر اساس سیستم زمین-برابر دودمان تانگ بوده است. نوعی واگذاری زمین دولتی در سیستم ریتسوریو در ژاپن باستان در طول اصلاحات تایکا بود.
طبق «قانون صدور اراضی» از طرف دولت برای افراد توانمند به ازای اجاره یا در ازای مالیاتی معادل ۳ درصد برداشت صادر می‌شد.
مردانی که از «مردم خوب» بودند و بالای ۶ سال داشتند حق دریافت ۲ تن (۲۲ ار) و زنان هم رده حق ۲/۳ سهم مردان را داشتند. نمایندگان «افراد پست»، به ویژه نواحی‌های ایالتی و ادارات، نیز ۲ تانک دریافت کردند، اما نوکی‌های شخصی فقط توانستند ۱/۳ از این سهم را ادعا کنند.